# Cleistocactus erectispinus
Cleistocactus erectispinus là một loài thực vật có hoa trong họ Cactaceae. Loài này được (Rauh & Backeb.) Ostolaza mô tả khoa học đầu tiên năm 2003.